# Calendário rúnico

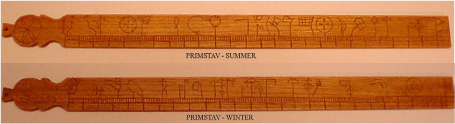
Calendário rúnico em madeira

O calendário rúnico é um calendário obsoleto baseado nas runas desenvolvidas pelas antigas culturas nórdicas ou germânicas que habitavam as regiões da atual Alemanha e Escandinávia.
O início do ano no calendário rúnico ocorria no dia 23 de junho, representado pela runa Feob e PYORK. 